# Harry Potter és a bölcsek köve (videójáték)
A Harry Potter és a bölcsek köve (Harry Potter and the Philosopher’s Stone, Észak-Amerikában Harry Potter and the Sorcerer’s Stone címmel) 2001 novemberében jelent meg az Electronic Arts kiadásában. A játék számos platforomon megjelent, kezdetben PC-n, Game Boy Color-on, Game Boy Advance-en és PlayStationön, majd 2002 februárjában Mac OS X platformra, 2003 decemberében pedig PlayStation 2, Xbox és Nintendo GameCube konzolokon is elérhetővé vált.
A játék J. K. Rowling azonos című regényén alapszik, amely a könyvsorozat első tagja. A játékot többnyire negatív kritika érte, főként az egyszerű játékmenet és a 2003-ra már elavult grafika miatt.

## GameCube, PlayStation 2 és Xbox változatok
Néhány évvel az eredeti változat megjelenése után egy új Harry Potter és a bölcsek köve című játék készült az új konzolokra, 2003-ban. Meglehetősen különbözött a játékmenete. Ezt a változatot a Warthog Games fejlesztette.

## Game Boy Color
A Gameboy Color-játék a Final Fantasy-hez hasonló szerepjáték. A játékos Harry bőrébe bújik, és a történet ott indul, hogy Hagrid az Abszol Útra viszi őt. A játék szorosan követi a regény cselekményét, ettől a ponttól a könyv minden jelenete játszható, de ehhez még hozzáadtak szörnyeket: patkányok, denevérek és pókok özönlik el a legtöbb helyszínt. Az átkokat ütközetben használhatjuk, nem a környezet befolyásolására.

## Game Boy Advance
A Game Boy Advance-re kiadott játék teljesen más, mint Game Boy Color változata. A Game Boy Advance változat ügyességi játék, ahol a játékos felfedezi Roxfortot, és közben tanórákon vesz részt. Az órákon bizonyos számban tárgyakat kell gyűjteni, többnyire csillagokat vagy bájital-hozzávalókat. A játékban a többi változathoz hasonlóan csigákkal és gnómokkal kell megküzdeni.

## PlayStation
A PlayStation változat ügyességi játék, azonban küzdelmek is várnak a játékosra. Számtalan szörnnyel kell megküzdeni, a játék végén pedig Voldemort-t kell legyőzni. A Flipendo átokkal lehet bántani az ellenfelet. Ugyanezzel tárgyak is mozgathatók, de számos más varázslatot tanul Harry a játék előrehaladtával. A varázslatokat órákon, tanárok tanítják meg.

## Áttekintés

### Játszható szereplők
Harry Potter a főhős és az egyetlen játszható szereplő. Harry a Griffendél-ház tagja. Rengeteg szövege van a gamecube az xbox és a playstation 2 változatban
a PlayStation és a számítógépes változat kivételével, ahol szinte sosem beszél.

### A nem játszható szereplők
Tanulók:
Hermione Granger néha segít Harrynek odatalálni az óráira.
Weasley is segít ebben alkalmanként.
Fred és George Weasley Ron ikerbátyjai. Ők a fő bajkeverők, akik ennek ellenére ritkán jelennek meg a játékban. A számítógépes változat elején ők tanítják meg Harryt mászni és ugrani, ami elengedhetetlen ahhoz, hogy a játékos minden helyre eljuthasson. Továbbá  csokibékakártyákat adnak Bogoly Berti Mindenízű Drazséiért cserébe a játék folyamán. Neville Longbottom alkalmanként feltűnik, hogy segítse és hátráltassa is Harryt.

Draco Malfoy Harry legnagyobb riválisa. Malfoy gyakran jelenik meg oldalán verőembereivel, Crakkal és Monstróval.
Tanárok:
Albus Dumbledore Roxfort igazgatója. Dumbledore gyakran ad Harrynek hasznos tanácsokat a játék során.
Mógus professzor a Sötét varázslatok kivédése tanár. Mógust Voldemort irányítja.
Minerva McGalagony az Átváltoztatástan tanár, a Griffendél ház osztályfőnöke és Roxfort igazgatóhelyettese.
Rolanda Hooch a repüléstan tanár.
Perselus Piton a Bájitaltan tanár és a Mardekár ház osztályfőnöke. Piton professzor gyakran kivételez saját diákjaival.
Filius Flitwick a Bűbájtan tanár és a Hollóhát ház osztályfőnöke.
Pomona Bimba a Gyógynövénytan tanár és a Hugrabug ház osztályfőnöke.
A többi szereplő:
Rubeus Hagrid egy barátságos félóriás, a Roxfort vadőre.
Voldemort, más néven a Sötét Nagyúr, a legfőbb gonosz a játékban. A játék végén Harrynek le kell őt győznie.
Hóborc, a kopogószellem imád rombolni Roxfortban. Amikor Harry belefut, addig nem hagyja őt békén, amíg Harry le nem rázza.
Argus Frics, Roxfort gondnoka, elviselhetetlen ember. Kvibli, vagyis nincs varázsereje, de folyton a folyosókat és a könyvtárat járja rossz diákok után kutatva. Ebben macskája, Mrs Norris segíti.
Madam Cvikker a könyvtáros. Gyakran járkál a könyvtárban napközben, hogy ellenőrizze, senki sem rongálta a könyveket.
Félig Fej Nélküli Nick a PlayStation változatban gyakran trükkökre tanít, vagy mini játékban szerepel.

### Cselekmény
Az árva, tizenegy éves Harry Potter elviselhetetlen családnál, rokonainál, a Dursley-családnál él. A család tudja, hogy Harry varázsló, de eltitkolják. Egy nap azonban kiderül a titok, amikor Harryt felveszik a Roxfort Boszorkány- és Varázslóképző Szakiskolába. Az év folyamán olyan varázslatokat tanul, amikkel legyőzheti Voldemortot, a leggonoszabb varázslót.

## Fordítás
- Ez a szócikk részben vagy egészben  a   Harry Potter and the Philosopher's Stone (video game) című angol Wikipédia-szócikk fordításán alapul.  Az eredeti cikk szerkesztőit annak laptörténete sorolja fel. Ez a jelzés csupán a megfogalmazás eredetét és a szerzői jogokat jelzi, nem szolgál a cikkben szereplő információk forrásmegjelöléseként.